# THE BEST History of GARNET CROW at the crest...
『THE BEST History of GARNET CROW at the crest...』（ザ ベスト ヒストリー オブ ガーネット クロウ アット ザ クレスト）は、GARNET CROWの2枚目のベストアルバム。

## 解説
2010年2月10日に発売。2005年に発売された『Best』以来、2作目となるベストアルバムで、デビュー10周年を記念して制作された。「初回限定盤（CD3枚組＋ミニ・フォトブック）」、「通常盤（CD2枚組）」の2形態で発売。全曲、ニューヨークのエンジニア・Ted Jensenによるリマスタリングが施されている。
これまでのシングル31曲と新曲「As the Dew」をCD2枚組に収録。このうち、「君の家に着くまでずっと走ってゆく」「夏の幻」などは、『Best』同様、シングルバージョンではない（「君の家に着くまでずっと走ってゆく」は、インディーズアルバム『first kaleidscope 〜君の家に着くまでずっと走ってゆく〜』収録バージョン、「夏の幻」は1stアルバム『first soundscope 〜水のない晴れた海へ〜』収録バージョン）。
新曲「As the Dew」は、『名探偵コナン』のオープニングテーマに起用された。これまで数多くの楽曲が『名探偵コナン』のタイアップに起用されたが、アルバム曲が起用されるのは初めてのことである。プロモーションビデオも制作され、同年4月発売のシングル『Over Drive』の初回限定盤DVDに収録されている。また、同年12月発売の8thアルバム『parallel universe』にはアルバムバージョンで収録。
初回限定盤は、プレミアムディスクが付いたCD3枚組及び、ミニ・フォトブック付き三方背ケース仕様となっている。プレミアムディスクには、シングルのカップリング曲とアルバム曲から選曲した15曲を収録。このうち、2005年までに発表された楽曲については、『Best』で選曲されていない曲を収録。また、「A crown」はインディーズアルバム『first kaleidscope 〜君の家に着くまでずっと走ってゆく〜』収録曲で、メジャー作品初収録となった。
GARNET CROWのCD作品としては初めてジャケットと歌詞ブックレットに、本人たちの写真は一切掲載されておらず、ジャケットはアルバムタイトルのみのシンプルなものとなった。また、初回限定盤はピンク、通常盤は黒を基調としたデザインになっている。プロモーションでは、発売日である2月10日に、朝日新聞にカラーで全面広告が掲載された。

## 収録曲
- 特別記載が無い限り、作詞：AZUKI七　作曲：中村由利　編曲：古井弘人

### Disc 1
1. Mysterious Eyes
1stシングル。よみうりテレビ・日本テレビ系アニメ『名探偵コナン』オープニングテーマ。
2. 君の家に着くまでずっと走ってゆく (indies ver.)
2ndシングル。インディーズミニアルバム『first kaleidscope 〜君の家に着くまでずっと走ってゆく〜』に収録されているバージョン。
3. 二人のロケット
3rdシングル。MFTV『I'm MUSIC FREAK!』キャンペーンテーマソング。
4. 千以上の言葉を並べても...
4thシングル。童夢CMソング。
5. 夏の幻 (secret arrange ver.)
5thシングル。1stアルバム『first soundscope 〜水のない晴れた海へ〜』に収録されているバージョン。
よみうりテレビ・日本テレビ系アニメ『名探偵コナン』エンディングテーマ。
6. flying
6thシングル。ナムコ・プレイステーション用ゲームソフト『テイルズ オブ エターニア』テーマソング。
7. Last love song
7thシングル。テレビ朝日系『ビートたけしのTVタックル』エンディングテーマ。
8. call my name
8thシングル。テレビ東京系アニメ『PROJECT ARMS』エンディングテーマ。
9. Timeless Sleep
9thシングル。ジャケットなどに表記されてはいないが、2005年に発売された『Best』収録の「new recoding」が収録されている。
テレビ東京系アニメ『PROJECT ARMS』エンディングテーマ。
10. 夢みたあとで
10thシングル。よみうりテレビ・日本テレビ系アニメ『名探偵コナン』エンディングテーマ。
11. スパイラル
11thシングル。フジテレビ系『感動ファクトリー すぽると!』テーマソング。
12. クリスタル・ゲージ
12thシングル。TBS系『pooh!』エンディングテーマ。
13. 泣けない夜も 泣かない朝も
13thシングル。テレビ朝日系『内村プロデュース』エンディングテーマ
14. 君という光
14thシングル。よみうりテレビ・日本テレビ系アニメ『名探偵コナン』エンディングテーマ。
15. 僕らだけの未来
15thシングル。フジテレビ系『感動ファクトリー すぽると!』テーマソング。
16. 君を飾る花を咲かそう
16thシングル。テレビ東京系アニメ『モンキーターン』エンディングテーマ。

### Disc 2
1. 忘れ咲き
17thシングル。よみうりテレビ・日本テレビ系アニメ『名探偵コナン』エンディングテーマ。
2. 君の思い描いた夢 集メル HEAVEN
18thシングル。テレビ東京系アニメ『メルヘヴン』オープニングテーマ。
3. 晴れ時計
19thシングル。テレビ東京系アニメ『メルヘヴン』オープニングテーマ。
4. 籟・来・也
20thシングル。TBS系全国ネットスペシャル番組『キヤノンスペシャル 古代発掘ミステリー秘境アマゾン巨大文明 〜大発見!紀元前の遺跡･･･大地を改造した幻の民族〜』イメージソング。
5. 夢・花火
21stシングル。テレビ東京系アニメ『メルヘヴン』オープニングテーマ。
6. 今宵エデンの片隅で
22ndシングル。テレビ東京系アニメ『メルヘヴン』エンディングテーマ。
7. まぼろし
23rdシングル。シングルバージョンはアルバム初収録。
テレビ朝日系ドラマ『新・科捜研の女』主題歌。
8. 風とRAINBOW
24thシングル「風とRAINBOW／この手を伸ばせば」の1曲目。テレビ東京系アニメ『メルヘヴン』オープニングテーマ。
9. この手を伸ばせば
24thシングル「風とRAINBOW／この手を伸ばせば」の2曲目。シングルバージョンはアルバム初収録。
テレビ東京系アニメ『メルヘヴン』エンディングテーマ。
10. 涙のイエスタデー
25thシングル。シングルバージョンはGARNET CROWのアルバム初収録。
よみうりテレビ・日本テレビ系アニメ『名探偵コナン』オープニングテーマ。
11. 世界はまわると言うけれど
26thシングル。よみうりテレビ・日本テレビ系アニメ『名探偵コナン』エンディングテーマ。
12. 夢のひとつ
27thシングル。テレビ東京系アニメ『ゴルゴ13』エンディングテーマ。
13. 百年の孤独
28thシングル。全国東宝系映画『真救世主伝説 北斗の拳ZERO ケンシロウ伝』主題歌。
14. Doing all right
29thシングル。よみうりテレビ・日本テレビ系アニメ『名探偵コナン』エンディングテーマ。
15. 花は咲いて ただ揺れて
30thシングル。シングルバージョンはアルバム初収録。
TBS系全国ネット『噂の!東京マガジン』7月 - 9月エンディングテーマ。
16. As the Dew
新曲。よみうりテレビ・日本テレビ系アニメ『名探偵コナン』オープニングテーマ。

### Disc 3：Premium Disc（初回限定盤のみ）
1. Nora
28thシングル『Doing all right』のカップリング曲。アルバム初収録。
朝日放送ミニドラマ『家族レッスン』主題歌。
2. pray
2ndアルバム『SPARKLE 〜筋書き通りのスカイブルー〜』収録曲。
3. 夕立の庭
11thシングル『スパイラル』のカップリング曲。アルバム初収録。
4. Jewel Fish
7thシングル『Last love song』のカップリング曲。アルバム初収録。
5. Marionette Fantasia
3rdアルバム『Crystallize 〜君という光〜』収録曲。
6. A crown
インディーズミニアルバム『first kaleidscope 〜君の家に着くまでずっと走ってゆく〜』収録曲。
7. Float World
  - 編曲：古井弘人・Miguel Sá Pessoa

14thシングル『僕らだけの未来』のカップリング曲。アルバム初収録。
8. 恋のあいまに
7thアルバム『STAY 〜夜明けのSoul〜』収録曲。
9. Love is a Bird
6thアルバム『LOCKS』収録曲。
10. 向日葵の色
5thアルバム『THE TWILIGHT VALLEY』収録曲。
11. Crier Girl & Crier Boy 〜ice cold sky〜
12thシングル『クリスタル・ゲージ』のカップリング曲。アルバム初収録。
12. 巡り来る春に
1stアルバム『first soundscope 〜水のない晴れた海へ〜』収録曲。
13. Go For It
25thシングル『涙のイエスタデー』のカップリング曲。アルバム初収録。
14. 失われた物語
22ndシングル『今宵エデンの片隅で』のカップリング曲。アルバム初収録。
15. Rainy Soul
7thアルバム『STAY 〜夜明けのSoul〜』収録曲。